# 岸田裕子

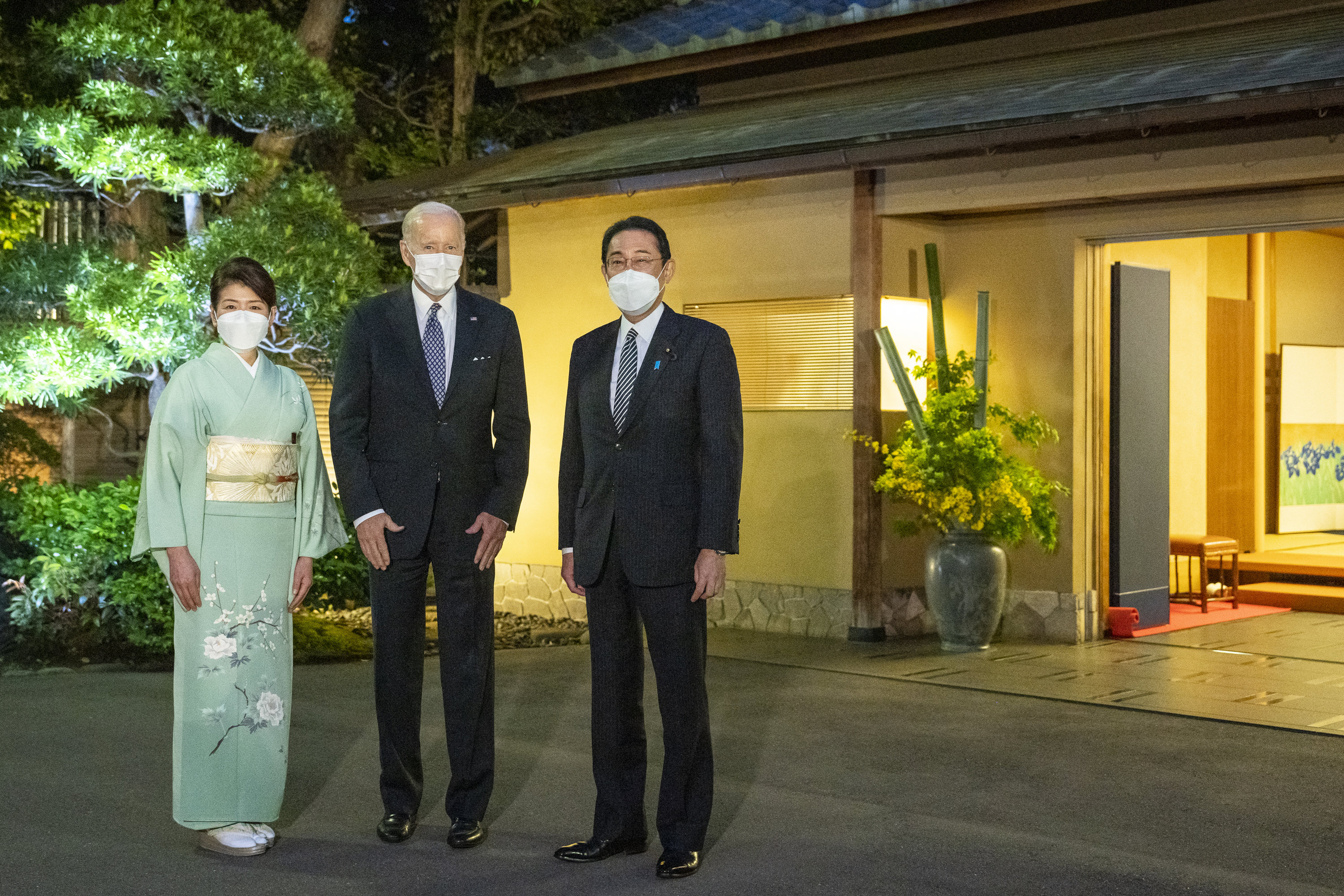
2022年5月23日、夫の内閣総理大臣・文雄、アメリカ大統領ジョー・バイデンと

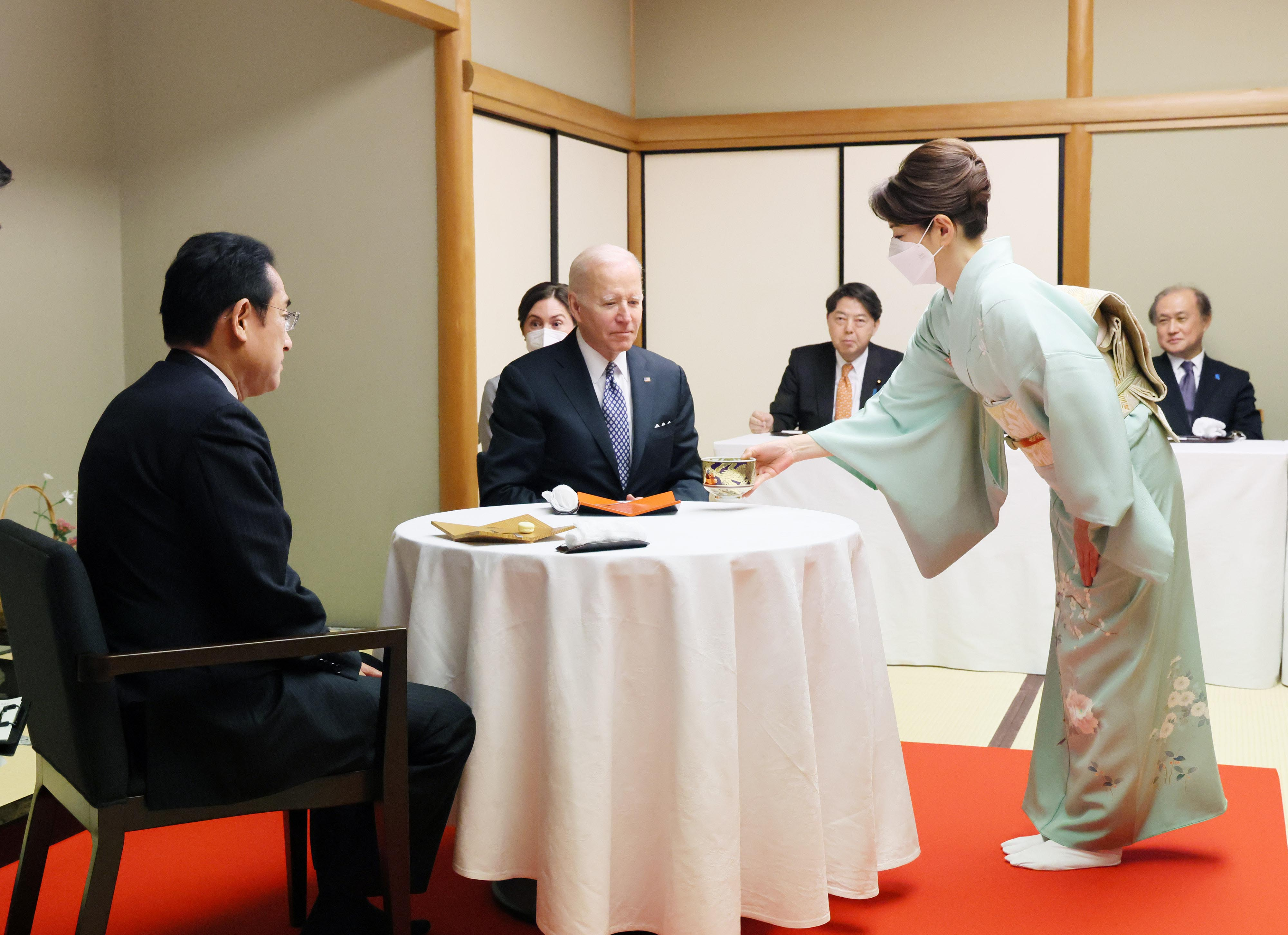
2022年5月23日、バイデンに抹茶を呈す

岸田 裕子（きしだ ゆうこ、旧姓：和田（わだ / わた）、 1964年〈昭和39年〉8月15日 - ）は、日本の第100代・第101代内閣総理大臣岸田文雄の妻。

## 経歴

### 生い立ち
広島県三次市で、和田邦二郎の長女として誕生する。広島女学院中学校・高等学校を経て、1987年に東京女子大学文理学部日本文学科を卒業。

### 大学卒業後

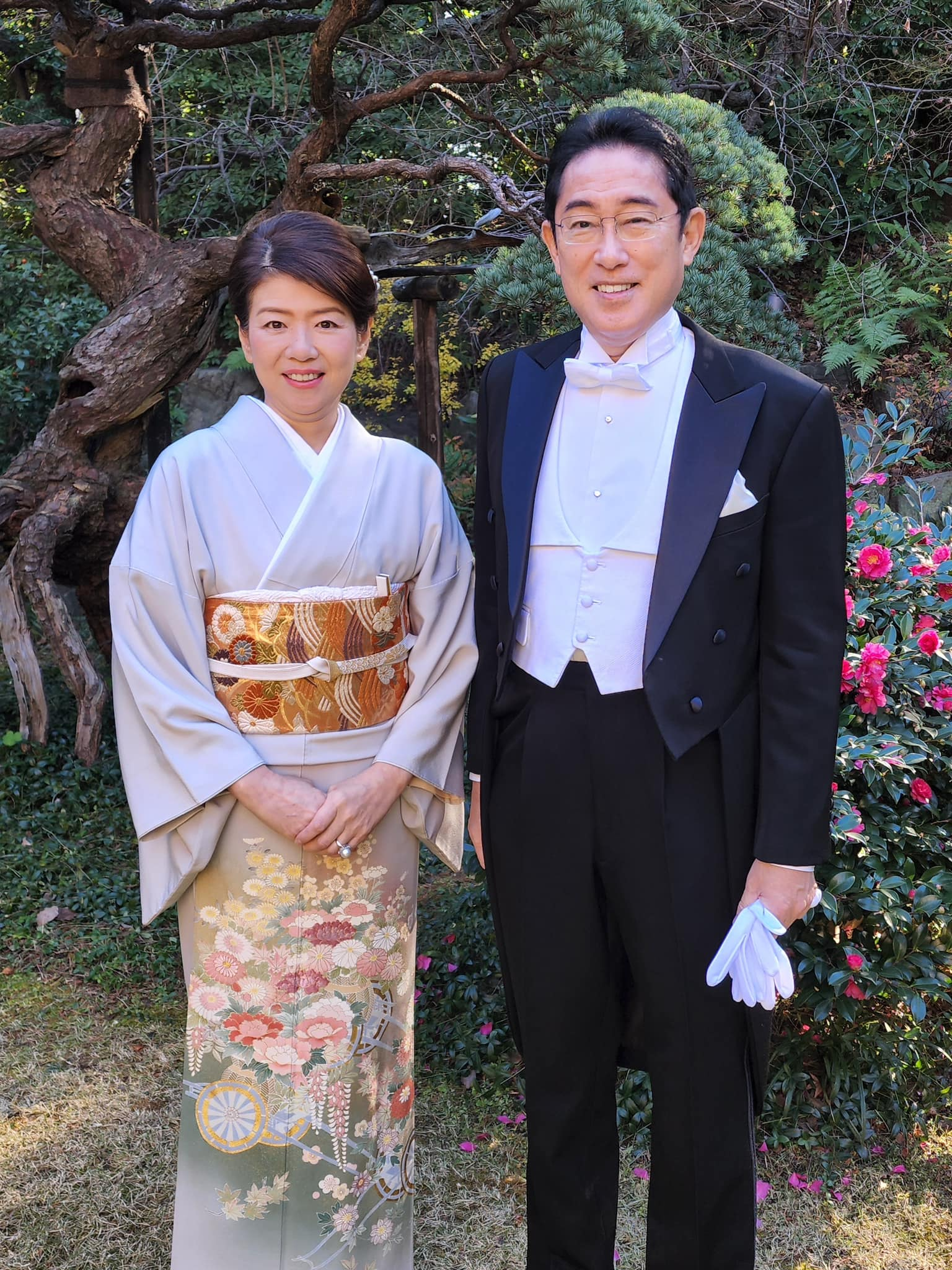
2023年（令和5年）1月1日、夫・文雄と

大学卒業後の1987年にマツダに入社し、当時副社長であった和田淑弘らの役員秘書を務めた。1988年に今の夫である文雄と見合いで結婚。3人の息子をもうけた。長男の翔太郎は1991年生まれで慶應義塾大学卒業の首相秘書官経験者である。次男は1997年生まれの日本大学スポーツ科学部卒業。三男は2000年生まれである。

### 内閣総理大臣夫人
2021年10月4日、夫の文雄が第100代内閣総理大臣に就任したことに伴い、菅真理子に代わって日本の内閣総理大臣夫人となった。

#### 日本の内閣総理大臣夫人として初の単独訪米

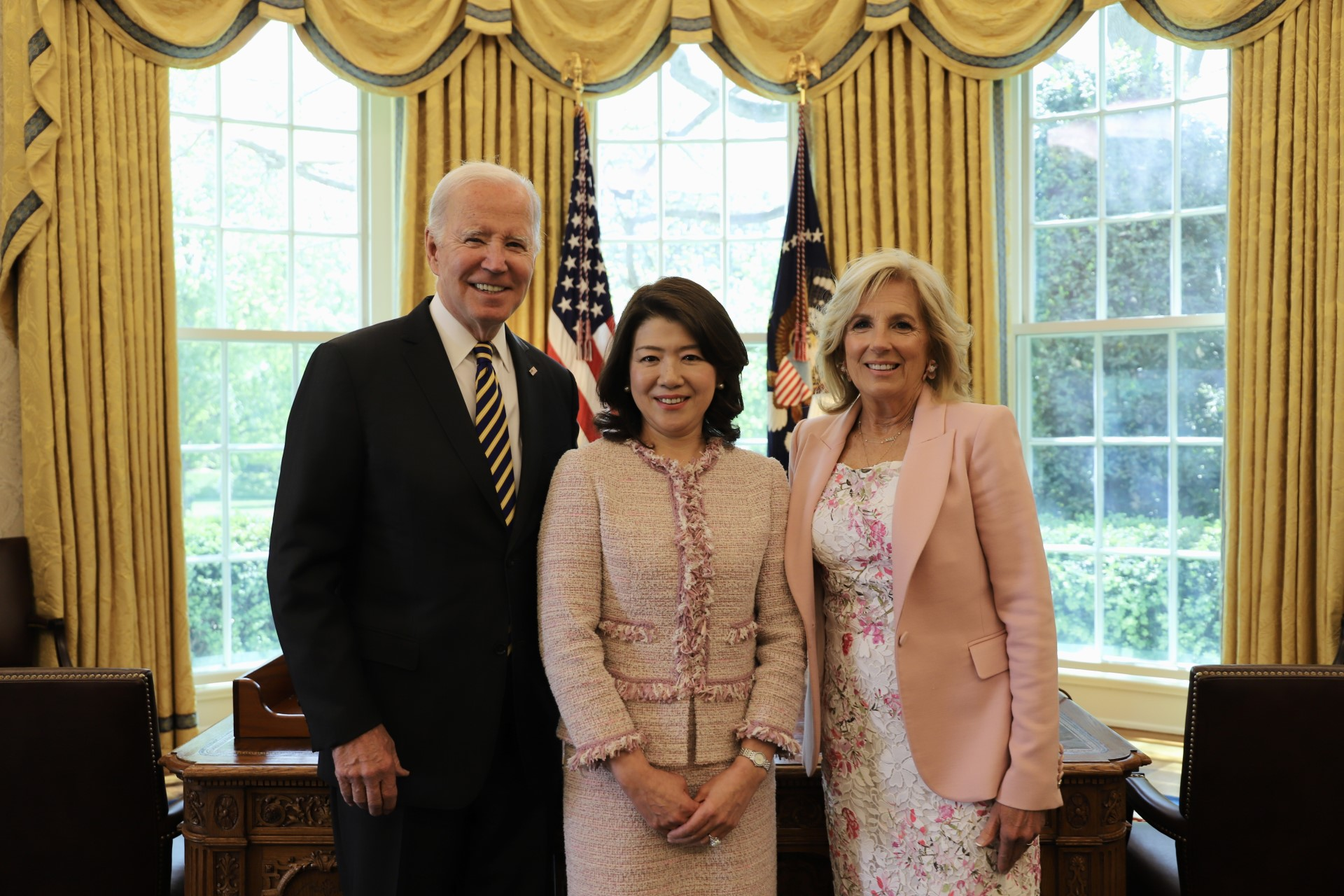
オーバルオフィスでジョー・バイデン 、ジル・バイデンと

2023年4月16日から18日まで（現地時間）、裕子はアメリカ合衆国大統領夫人のジル・バイデンの招待により、全額公費で同国首都ワシントンD.C.を単独訪問した（大統領ジョー・バイデンとの会談のための同年1月の夫・文雄の米国訪問の際に、ジルが手術の直後で体調の問題などにより同席できなかったため、裕子は夫の訪米に随行しなかった）。日本の内閣総理大臣夫人が、米国大統領夫人の招待を受けて米国を単独で訪問するのは初めてのことであった。
4月16日、裕子はサクラマツリ・ストリートフェスティバル（ワシントンD.C.日米協会主催）と国立アジア美術館を訪問した。
4月17日、裕子は内閣総理大臣夫人としては初めて賓客としてホワイトハウスを単独で訪問した。ジルとの面会で、春の訪れと日米友好を祝うワシントンD.C.最大の文化イベントで、日本に縁のある祭典である「全米桜祭り」を通じて日米交流が進むことに期待を示し、「さまざまな分野で培ってきた日米の友好・親善がよりいっそう深まるよう尽力していく」ことで一致し、裕子が点てた茶を飲みながら会談した。両夫人は続く昼食会で女性の活躍に関して意見交換し、「日米で女性活躍がより促進されることが重要」との考えを共有した。その後、ジルの案内で大統領執務室（オーバルオフィス）を訪れ、ジョーとも面会して短く言葉を交わした。その後、裕子とジルはホワイトハウスの南庭で、日米両国の永続的な友好親善を記念して桜の木の植樹式を行った。ジルと共にホワイトハウスで過ごした時間も2時間という異例の長さとなった。今回の裕子の訪米は、同年5月に広島市で開催される第49回先進国首脳会議（G7広島サミット）に向けた「ファーストレディ外交」となった。裕子はジルに対し、文雄と広島でバイデン夫妻を迎えることを楽しみにしていることを伝えた。

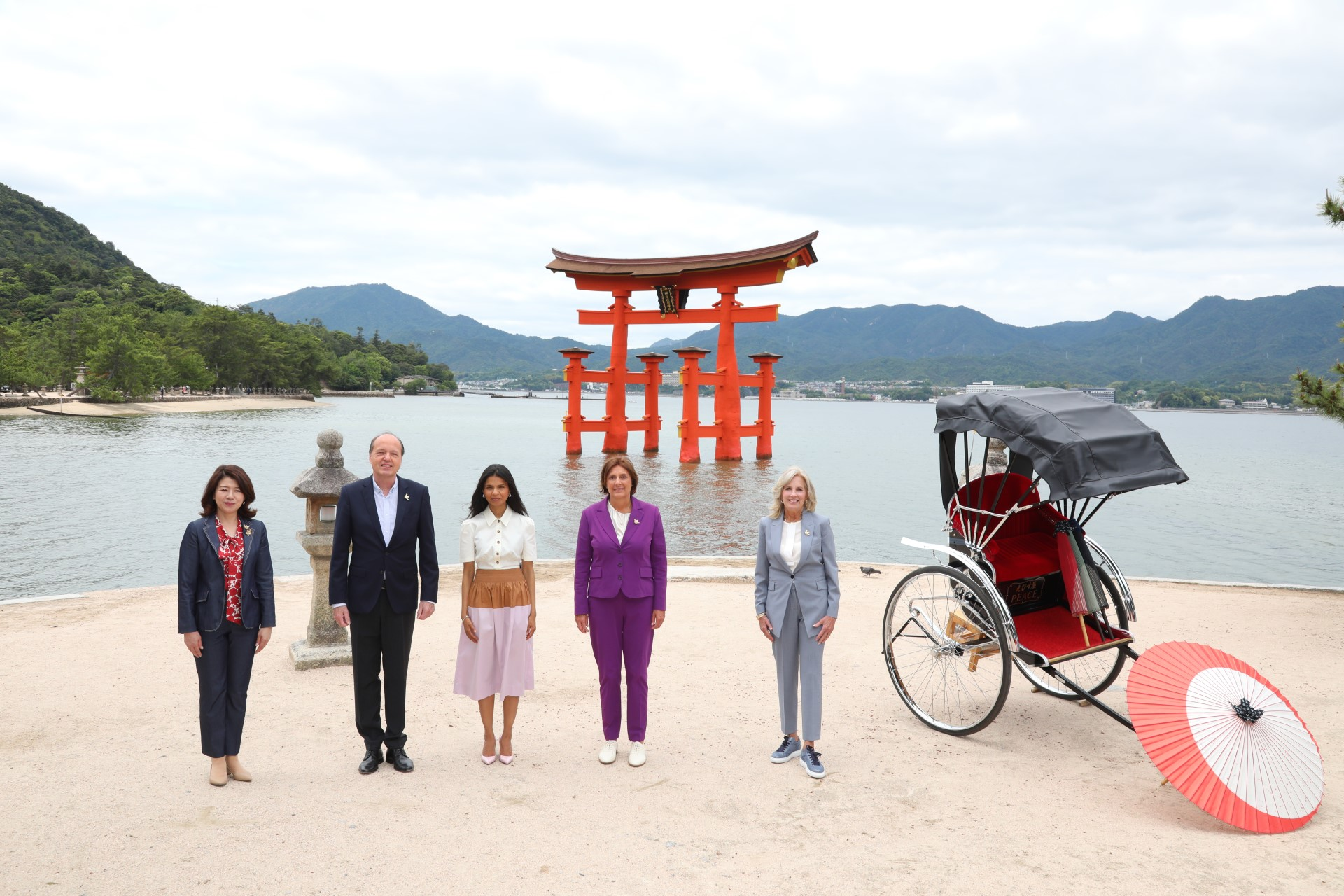
第49回先進国首脳会議

また、裕子は同日、ワシントンD.C.の著名な歴史的黒人大学でカマラ・ハリス副大統領の母校でもあるハワード大学を訪問した。外務省が推進する日米交流事業「カケハシ・プロジェクト」で、外国語学習で日本語を履修しながら今年3月に訪日して東京都や新潟県に滞在した学生らとも面会した。
夫の文雄は今回の夫人外交の成果について、「夫人同士が人間関係を深めることはリーダーにも影響を与えるので大事だ」とコメントした。
また、松野博一内閣官房長官は閣議後の記者会見で裕子の単独訪米について、「日米両国がかつてないほど、親密かつ、固いきずなで結ばれていることを示すものだ。日米間の友好親善の一層の促進に資する訪問だった」と述べた。
同年11月11日、父・邦二郎が死去。同月19日に葬儀・告別式が開かれ、夫の文雄、広島県出身の小島敏文衆議院議員や中本隆志広島県議会議長らが参列したほか、葬儀に先立って斉藤鉄夫国土交通大臣が斎場を訪れた。

## 人物

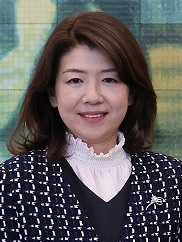
2022年3月26日撮影

2021年自由民主党総裁選挙の選挙戦前に、夫の文雄はインスタグラムのライブ配信に取り組み、2度目のライブ配信で自身と長男が共演した。その中で裕子は自身の得意料理や連想ゲームなど、夫婦のチームワークが問われる問題が出題され、文雄との初デートの場所が「マハラジャ」であることなどを明かした。